# Tapestry Media
Tapestry Media – technologia nośników optycznych opracowana przez amerykańską firmę InPhase Technologies. Technologia oparta jest na holograficznym zapisie danych. Pierwszy komercyjnie dostępny napęd tego typu, tapestry™300r, wszedł do sprzedaży w 2008.
Dyski pierwszej generacji mają pojemność 300 GB, maksymalna prędkość przekazu danych wynosi 20MB/s. Żywotność takich dysków szacowana jest na ok. 50 lat.